# Vocabula rethoricalia
Vocabula rethoricalia – średniowieczny słownik łacińsko-polski, zapisany ok. 1428.
Rękopis słownika znajduje się w Bibliotece Jagiellońskiej w Krakowie. Słownik został zapisany ok. 1428 prawdopodobnie przez Marcina z Międzyrzecza. Umieszczony został po tekście Ars rhetorica cum dictamino oraz po formułach listów i dokumentów.
Słowa łacińskie są wyjaśnianie innymi łacińskimi synonimami, a większości przypadków także lub wyłącznie słowami polskimi. Układ słownika nie jest konsekwentny, nie zastosowano ani układu alfabetycznego, ani rzeczowego. Ponadto słowa pojawiają się w różnych formach gramatycznych, a czasami także jako kilkuwyrazowe zwroty lub całe zdania. Wbrew tytułowi terminy związane z retoryką stanowią mniejszość, wiele jest zaś słów odnoszących się do różnych innych dziedzin.